# Matthäus Merian

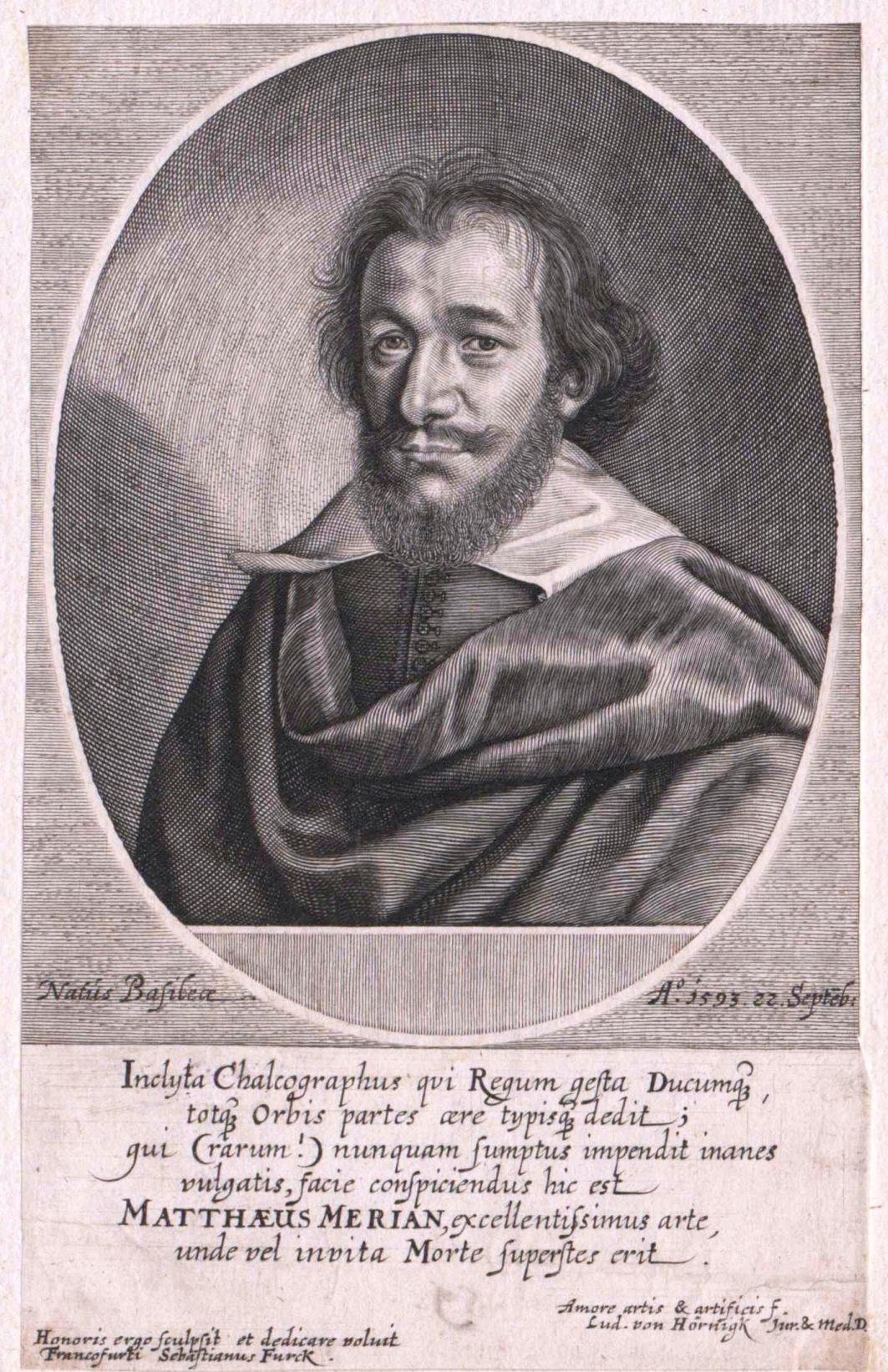
Matthäus Merian, Stich von Sebastian Furck

Matthäus Merian der Ältere (* 22. September 1593 in Basel; † 19. Juni 1650 in Langenschwalbach) war ein Schweizer Kupferstecher und Verleger aus der vornehmen Basler Familie Merian. Er gab zahlreiche Landkarten, Städteansichten und Chroniken heraus. Sein Hauptwerk ist die Topographia Germaniae.

## Leben

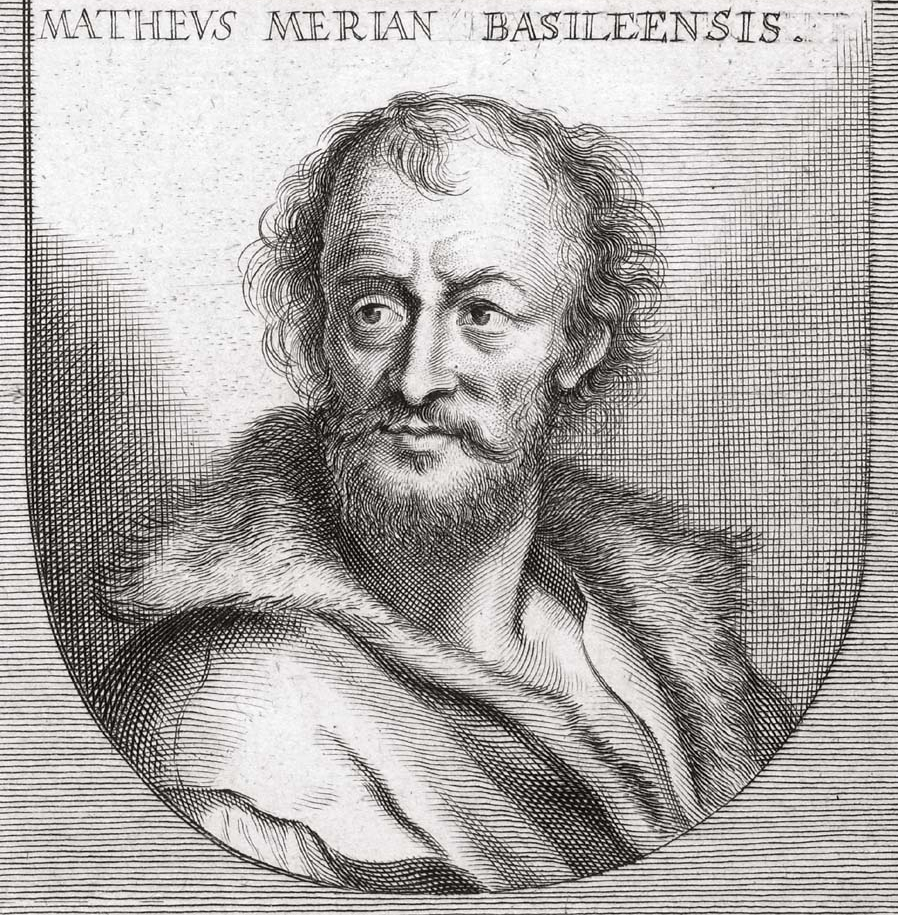
Matthäus Merian

Matthäus Merian wurde als Sohn des Sägmüllers und Ratsherrn Walther Merian geboren. Nach dem Besuch des Gymnasiums erlernte er beim Zürcher Kupferstecher Friedrich Meyer das Zeichnen, Kupferstechen und Radieren. Von 1610 bis 1615 studierte und arbeitete er in Straßburg (bei Friedrich Brentel), Nancy und Paris (bei Jacques Callot). 1615 entstand in Basel sein großer Basler Stadtplan. Nach seinen Reisen über Augsburg, Stuttgart (siehe Merians Stuttgart-Ansichten) und die Niederlande kam Merian 1616 nach Frankfurt am Main und Oppenheim, wo er für den Verleger und Kupferstecher Johann Theodor de Bry arbeitete; de Bry besaß in Oppenheim eine Kupferstecherei und in Frankfurt ein Verlagshaus, in dem damals große Reisebücher zu den fernöstlichen Ländern vorbereitet wurden. 1617 heiratete Merian Maria Magdalena de Bry, die Tochter seines Arbeitgebers. Er arbeitete in dieser Zeit auch für den Kupferstecher und Verleger Eberhard Kieser.

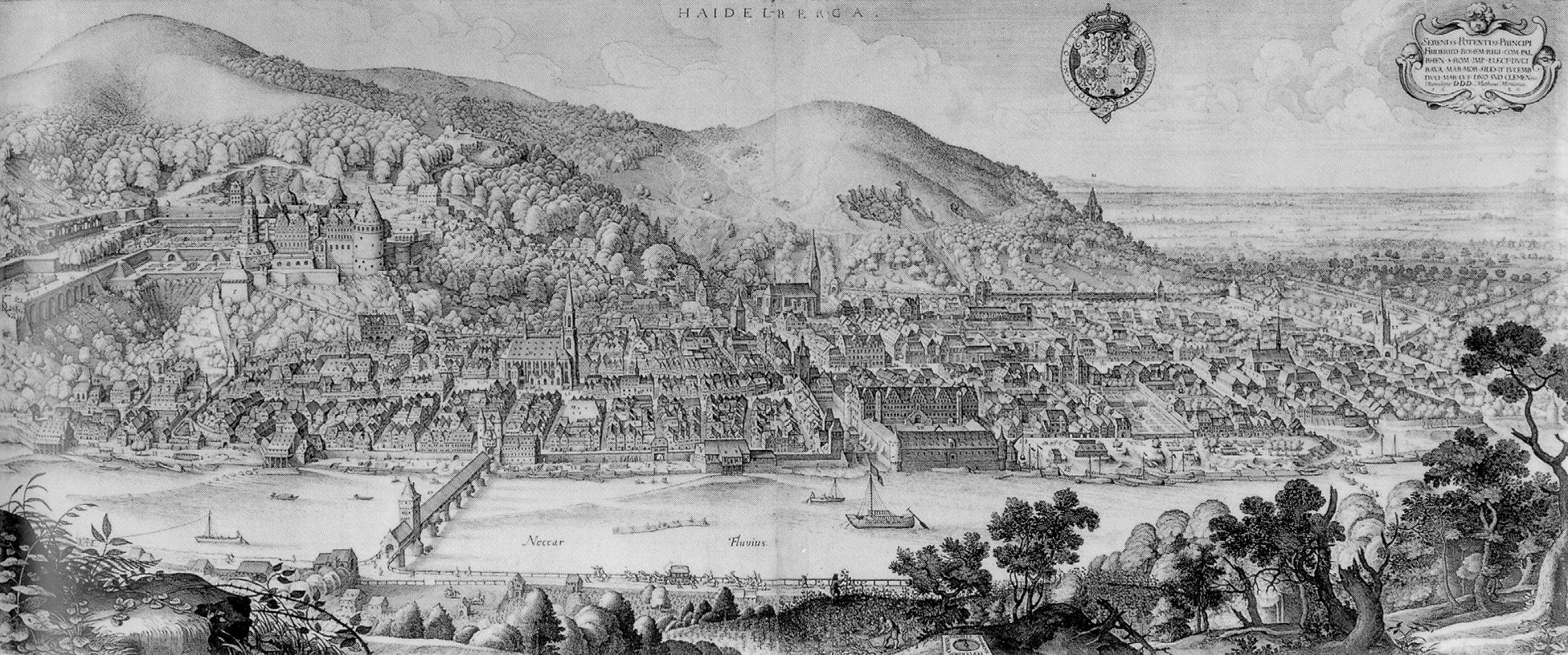
Große Stadtansicht Heidelbergs (Radierung, 1620)

In den folgenden Jahren lebte Merian abwechselnd in Oppenheim und in der kurpfälzischen Hauptstadt Heidelberg, wo er sich eine eigene berufliche Existenz aufbauen wollte. Um potenzielle Geldgeber aus Bürgertum, Universität und Kurfürstenhof für sich zu gewinnen, fertigte er sein großes Heidelberg-Panorama an (siehe dazu auch Meriankanzel). Durch den Ausbruch des Dreißigjährigen Krieges 1618 und das politische Scheitern des pfälzischen Kurfürsten Friedrich V. zerschlugen sich seine Pläne jedoch. Daraufhin zog Merian 1620 in seine Geburtsstadt Basel zurück, wo er das Zunftrecht erwarb und sich selbständig machte. Nach dem Tod seines Schwiegervaters 1623 führte er dessen Verlagshaus in Frankfurt fort und erwarb 1626 das Frankfurter Bürgerrecht. 1627 nahm er Wenzel Hollar als Schüler in seine Werkstatt auf. Während Merians Zeit in Frankfurt entstanden seine bekanntesten Werke. So verlegte Merian von 1629 bis 1634 die Historische Chronik über die Welt von Johann Ludwig Gottfried und ab 1633 das Theatrum Europaeum, welches die Ereignisse des Dreißigjähriges Kriegs darstellt. Ab 1642 erschienen die Bände der Buchreihe Topographia Germaniae, deren Fertigstellung Merian selbst nicht mehr erlebte.
Auch heute noch besonders bekannt sind Matthäus Merians Stadtansichten aus dem Theatrum Europaeum und der Topographia Germaniae. Oft handelt es sich bei ihnen um die ältesten Darstellungen bestimmter Orte überhaupt. Zudem zeigen diese das Stadtbild vor der Zerstörung durch die vielen europäischen Kriege der letzten vier Jahrhunderte.
Matthäus Merian befasste sich intensiv mit religiösen Fragen. Ihm kam es vor allem auf die Ergriffenheit des Einzelnen durch den Geist Gottes an. Im Jahr 1637 schrieb er im Anklang an einen Bibelvers (1 Kor 2,14 ):

„Der natürliche Mensch versteht nicht den Geist Gottes, es ist ihm eine Thorheit und große Kezerey, unnd obschon er der grösste Doctor were, unnd auf allen Schulen der Welt gelehret hette unnd alle Bücher sambt der Bibel ausswendig könnte, so hielffe und diene es doch alles zur Seligkeit nichts, wo nicht der Heilige Geist selbsten inwendigk in der Seelen lehret.“

 In diesem Sinn gestaltete Merian auch sein Wappen und Verlagssignet, in das er den Leitsatz Pietas contenta lucratur (etwa: „Frömmigkeit zahlt sich aus“) mit einem Storch als Wappentier aufnahm.
Matthäus Merian starb nach langer Krankheit am 19. Juni 1650 in Langenschwalbach bei Wiesbaden. Er wurde auf dem Peterskirchhof in Frankfurt bestattet. Nach seinem Tod übernahmen seine Söhne Matthäus und Caspar den Verlag und gaben unter dem Namen Merian Erben seine Werke weiter heraus.

## Familie
In erster Ehe war Merian seit 1617 mit Magdalena de Bry († 1645) verheiratet. Aus dieser Ehe stammten vier Töchter, darunter Susanna Barbara Margaretha und Maria Magdalena, und vier Söhne, die beiden auch in seiner Werkstatt tätigen Matthäus Merian der Jüngere und Caspar Merian sowie Joachim und der 1639 als Kind verstorbene Jacob. Nach dem Tode seiner ersten Frau 1645 heiratete Merian 1646 Johanna Sibylla Heim. Aus der zweiten Ehe ging neben einem frühverstorbenen Sohn die als Naturforscherin und Künstlerin berühmt gewordene Tochter Maria Sibylla Merian hervor.

## Werke

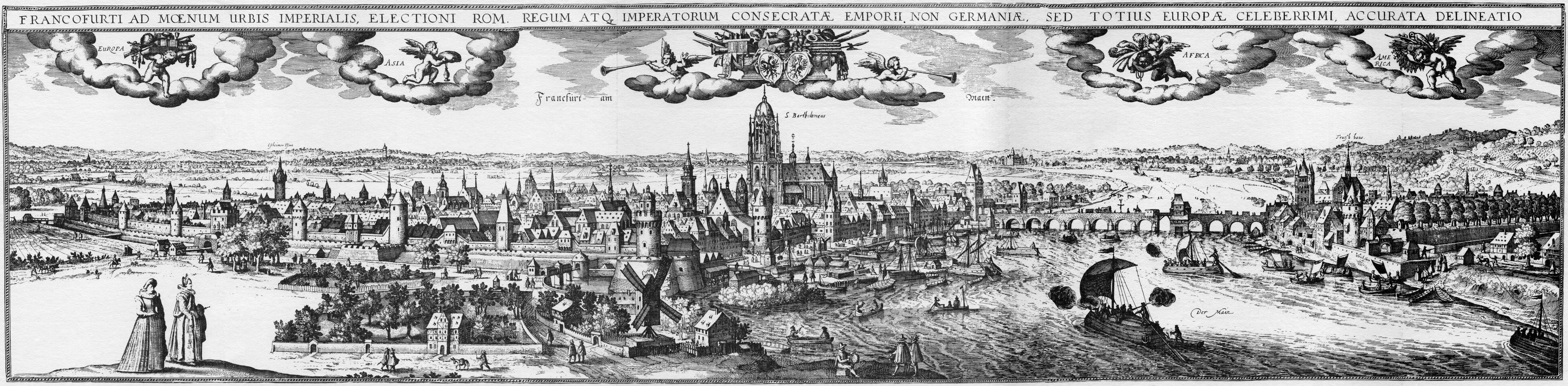
Frankfurt von Südwesten

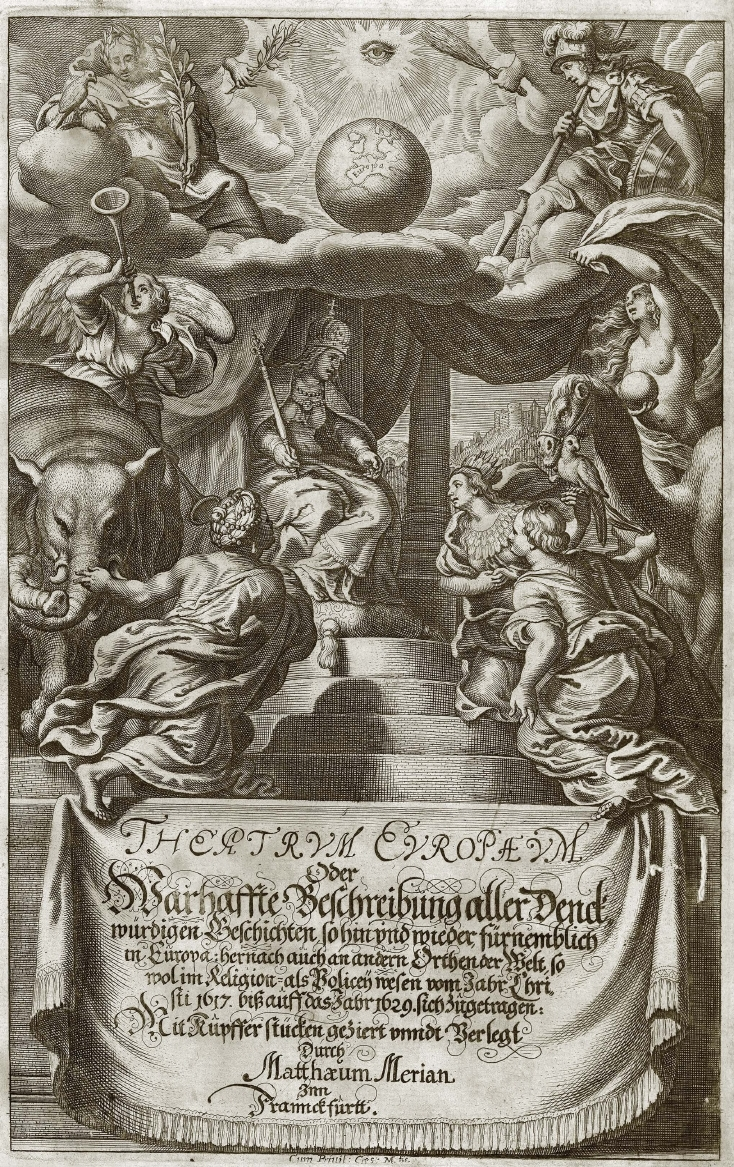
Titelblatt des Theatrum Europaeum

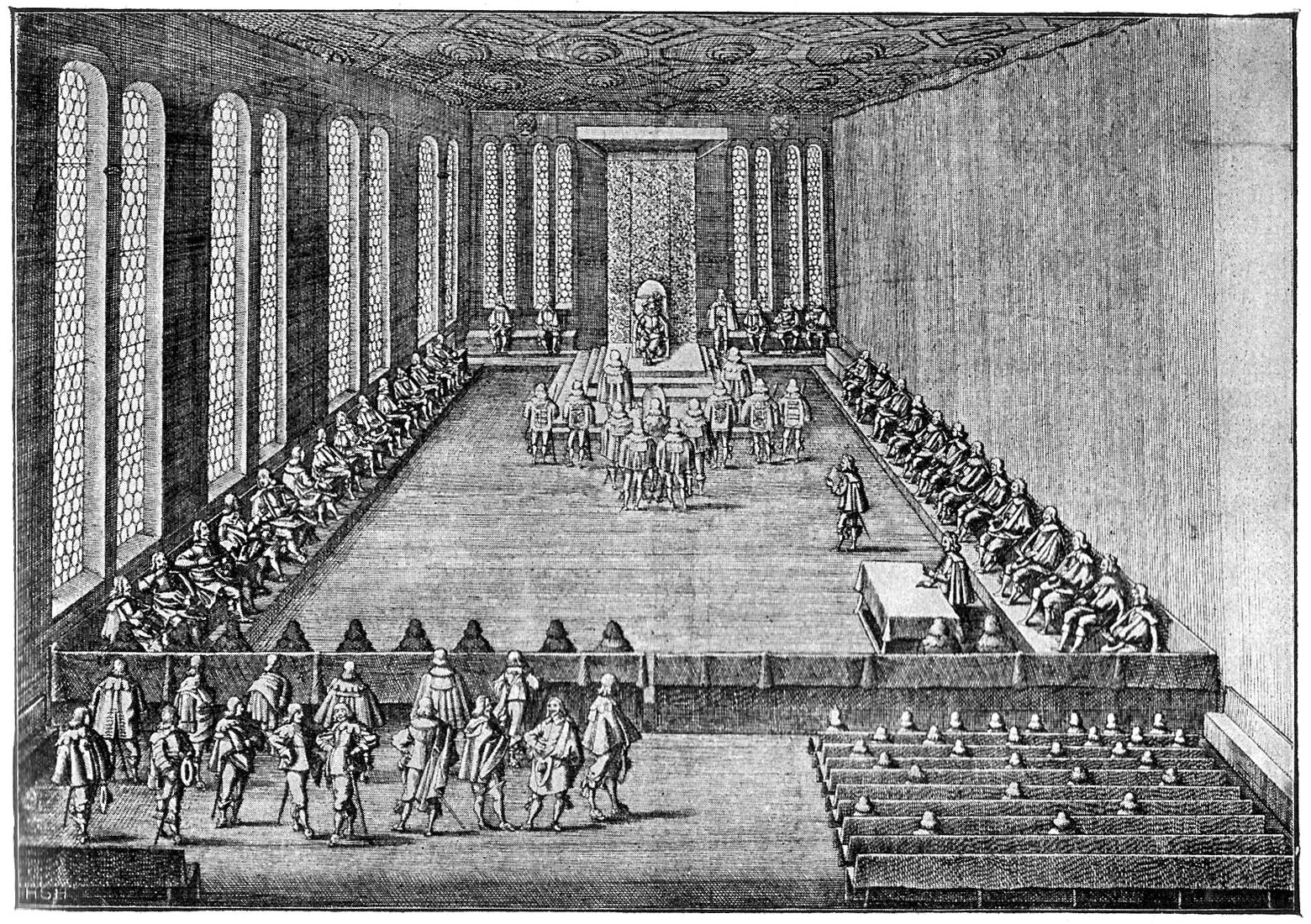
Sitzung des Reichstags zu Regensburg im Jahr 1640

Von seinen künstlerischen Werken sind vor allem zu nennen:
- 50 Kupferstiche in Michael Maiers Werk Atalanta fugiens, 1618 im Verlag von Merians Schwiegervater de Bry erschienen
- die mehr als 250 kleinformatigen Landschaftsblätter der Basler Region (1620–1625)
- die Ansicht des Schlosses von der gegenüberliegenden Seite des Neckartals aus – gemeint ist das Heidelberger Schloss (1620)
- eine 159-seitige Bilderbibel, Icones biblicae. Biblische Abbildungen zur Darstellung der wichtigsten Geschichten der Heiligen Schrift., Altes und Neues Testament, mit 78 Kupferstichen und Kurztexten (Versen) in Latein, Deutsch und teilweise Französisch (Frankfurt 1627)
- der große Vogelschauplan von Frankfurt am Main auf vier Platten (1628, mehrere überarbeitete Auflagen bis 1770)
- die 234 Illustrationen zur deutschen Bibel in der Übersetzung von Martin Luther (von 1545), gedruckt bei Lazarus Zetzner in Straßburg; die von Merian persönlich gefertigten Kupferstiche wurden in den biblischen Text fortlaufend eingefügt, deshalb wird diese Bibel auch Merian-Bibel genannt (1625–1630)
- die Historische Chronik mit den Texten von Johann Ludwig Gottfried (1629–1632)
- das mehrbändige Werk Theatrum Europaeum[8] (1629–1650, von seinen Erben fortgesetzt) zur europäischen Topographie sowie zum politischen und militärischen Geschehen während des Dreißigjährigen Krieges
- die Beschreibung aller Reiche der Erde unter dem Titel Archontologica cosmica mit Texten von J. L. Gottfried (1638)
- der Totentanz von Basel (Todten-Tanz […]. De Bry, Frankfurt am Main 1644)
- Gallia, Le Royaume de France. Franckreych (Frankfurt, ca. 1649)[9]

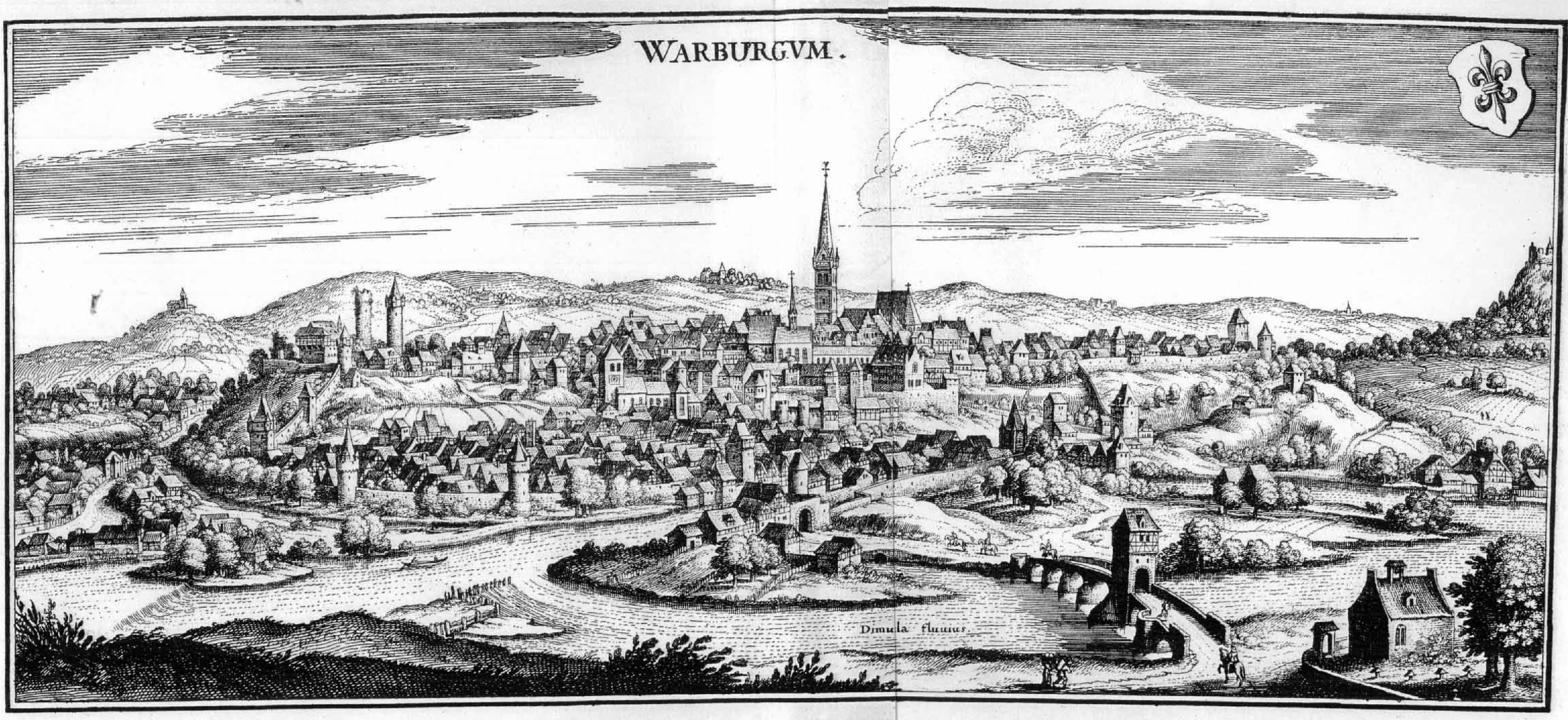
Warburg (Warburgum). Kupferstich aus der Topographia Westphaliae von 1647

- Warburg (Warburgum). Kupferstich aus der Topographia Westphaliae von 1647die Topographia Germaniae, sein Hauptwerk (ab 1642), zu dem Martin Zeiler (1589–1661) die Texte schrieb. Die Topographia Germaniae erschien von 1642 bis 1654 zunächst in 16 Bänden, denen (nach seinem Tod fortgesetzt) bis 1688 noch weitere folgten mit Beschreibungen anderer europäischer Gebiete, insbesondere Frankreich, Italien und Kreta. Das Gesamtwerk enthielt schließlich in 30 Bänden insgesamt 92 Karten und 1486 Kupferstiche mit 2142 Einzelansichten von Städten, Ortschaften, Schlössern, Burgen und Klöstern. Darin enthalten sind auch zahlreiche Stadtpläne und Landkarten sowie eine Weltkarte. Die Topographia war damit eines der größten Verlagswerke der Zeit. Die von Merian nach der Natur aufgenommenen Ansichten sind in der Perspektive meisterhaft und stellen oftmals die ältesten zuverlässig dokumentierten Ansichten der jeweiligen Orte als Kupferstich oder Radierung dar.
- Merian übernahm ebenfalls die Ausgaben der Großen und Kleinen Reisen, die Theodor de Bry 1590 begonnen und dessen Sohn Johann Theodor de Bry, der Schwiegervater Merians, fortgesetzt hatte. Die Werke Merians dienten Erik Dahlberg als direkte Inspiration für die Suecia antiqua et hodierna.
- Merian, Matthäus: Topographia Archiepiscopatuum Moguntinensis, Treuirensis et Coloniensis, das ist Beschreibung der vornembsten Stätt und Plätz in denen-Ertzbistumen Mayntz, Trier und Cöln. An Tag gegeben durch Matth. Merian 1646, Faks. Neudr., Frankfurt/M.: Frankfurter Kunstverein 1925, 54 S. (31 MB)[10]
- Merian, Matthäus: Topographia Bavariae. Das ist Beschreib: und Aigentliche Abbildung der Vornembsten Stätt und Orth in Ober und NiederBeyern, der ObernPfalz, und andern zum Hochlöblichen Bayrischen Craiße gehörigen Landschafften. Zwickauer Facsimiledrucke; [Nr 26], Zwickau: Ullmann 1914, 138 S., [3] Bl., III., Kt., (26,8 MB)[11]
- Merian, Matthäus: Topographia Franconiae. Das ist Beschreibung und eygentliche Contrafactur der vornembsten Stätte und Plätze des Franckenlandes und deren, die zu dem hochlöblichen fränkischen Cratße gezogen werden, Frankfurt a. M.: Frankfurter Kunstverein 1925, VI, 118 S. (58,7 MB)[12]
- Merian, Matthäus: Topographia Hassiae, et regionum vicinarum: Das ist: Beschreibung und eygentl. Abb. der vornehmsten Stätte u. Plätze in Hessen u. deren benachbarten Landschafften, als Buchen, Wetteraw, Westerwaldt, Löhngaw, Nassaw, Solms, Hanaw, Witgenstein und anderen, [2., Auflage], Frankfurt/M.: Merian 1655, 151 S. (81,6 MB)[13]
- Merian, Matthäus: Topographia Saxoniae Inferioris. Das ist Beschreibung der vornehmsten Stätte unnd Plätz in dem hochl. NiderSachß:Crayß, Kassel und Basel: Bärenreiter 1962, 247 S. (141,2 MB)[14]
- Merian, Matthäus: Topographia Sueviae. Das ist Beschreib- und aigentliche Abcontraseitung der fürnembste Stätt und Plätz in Ober und Nieder-Schwaben, Herzogthum Würtenberg, Marggraffschafft Baden und andern zu dem hochlöbl. Schwabischen Craiße gehörigen Landtschafften u. Orten, Frankfurt a. M.: Frankfurter Kunstverein 1925, VIII, 245 S. (87,9 MB)
- Merian, Matthäus: Topographie Westphaliae. Das ist Beschreibung der vornembsten, und bekantisten Stätte, und Plätz, im hochlöblichen westphälischen Craiße. (Faks.-Neudr. d. Ausgabe von 1647), Frankfurt am Main: Kunstverein 1926, 94, [5] S., 50 Kupfertaf., 1 Kt., (41,3 MB)[15]
- Nach den kolorierten Federzeichnungen von C. Riecke und C. Steger 401 Impresen in Kupfer für die Fruchtbringende Gesellschaft.
- Musaeum Hermeticum, Ausgabe 1678[16]

## Literatur

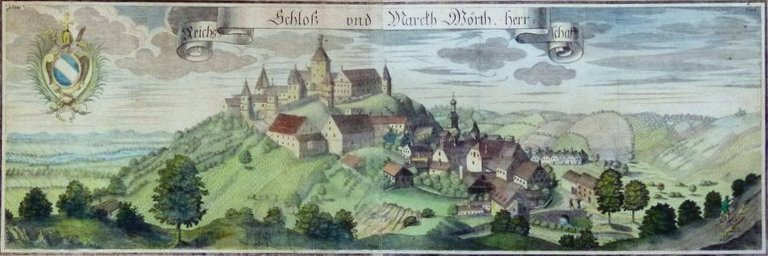
Schloss und Markt Wörth an der Donau, kolorierter Kupferstich